# منزل دانش
منزل دانش (بالفارسية: خانه دانش) هو منزل تاريخي يعود إلى عصر الدولة البهلوية، ويقع في كاشمر. وتم تسجيل هذا المنزل في 2 سبتمبر 2009 مع رقم تسجيل 28209 باعتباره أحد التراث الوطني الإيراني.